# Жучок Володимир Григорович
Володи́мир Григо́рович Жучо́к (26 жовтня 1948 — 9 жовтня 2020) — педагог-організатор шкільної освіти на Донбасі, дослідник-краєзнавець, розробив і реалізував концепцію нових форм роботи у рамках середньої школи — шкільного краєзнавчого музею та шкільної друкованої газети «Сім’я і школа». Директор та вчитель фізики Опитненської Загальноосвітньої школи в місті Бахмут.

## Біографія
Народився 26 жовтня 1948 року в учительській сім’ї у місті Ніжин.
Після закінчення середньої школи — отримав фах вчителя фізики в Таганрозькому державному педагогічному інституті (1971 рік).
Відмінник освіти України, нагороджений медаллю імені А.С. Макаренка і бронзовою медаллю ВДНГ СРСР.
Помер 9 жовтня 2020 року.